# 金宝街道
金宝街道是中华人民共和国四川省巴中市平昌县下辖的一个街道办事处。
2020年5月，撤销六门乡、坦溪镇和江口镇，设立金宝街道，将原六门乡，原坦溪镇百花社区、青云社区、坦溪社区5组、跃进村、中坝村、苟溪村，原江口镇红庙社区、尖山社区、七里村、八庙村、石庙村、元宝村、三房村和同州街道太平社区、金宝社区、小桥街社区、竹园社区、黄滩坝社区、光辉社区、五一社区、凌云社区所属行政区域划归金宝街道管辖。

## 行政区划
金宝街道下辖以下村级行政区划单位：
百花社区、青云社区、红庙社区、尖山社区、太平社区、金宝社区、小桥街社区、竹园社区、黄滩坝社区、光辉社区、五一社区、凌云社区、五马社区、跃进村、中坝村、苟溪村、七里村、八庙村、石庙村、元宝村、三房村、重石村、九树村、八行村、凉云村、南家村、太兴村、高庙村。